# مركز الشقيق (دومة الجندل)
مركز الشقيق هو مركز إداري يتبع محافظة دومة الجندل في منطقة الجوف في المملكة العربية السعودية. وفقاً لإحصاء سنة 2010 فقد بلغ عدد سكان المركز 623 سعودي وواحد غير سعودي فقط.

## المصدر
- دليل الخدمات: منطقة الجوف. مصلحة الاحصاءات العامة والمعلومات، المملكة العربية السعودية.